# Comuna Vîșenne, Bilohirsk
Vîșenne (în ucraineană Вишенне) este o comună în raionul Bilohirsk, Republica Autonomă Crimeea, Ucraina, formată din satele Bila Skelea, Mîronivka și Vîșenne (reședința).

## Demografie
Componența lingvistică a comunei Vîșenne
     Rusă (58,21%)
     Tătară crimeeană (34,47%)
     Ucraineană (6,49%)
     Alte limbi (0,13%)
Conform recensământului din 2001, majoritatea populației comunei Vîșenne era vorbitoare de rusă (58,21%), existând în minoritate și vorbitori de tătară crimeeană (34,47%) și ucraineană (6,49%).